# Bitransitivt udsagnsord
Et bitransitivt udsagnsord (bitransitivt verbum) er et udsagnsord der har to objekter foruden et subjekt.
Et eksempel på en dansk sætning med et bitransitivt udsagnsord er:
Hun gav ham bogen.
hvor ordet gav er det bitransitive udsagnsord, og ham og bogen er de to objekter, mens hun er subjektet.
På dansk kan sådanne sætninger ændres til en sætning med modled:
Hun gav bogen til ham.
hvor "til ham" er modleddet.
Eksempler på danske bitransitive udsagnsord er fratage, fravriste, give og indgive.
Transitive udsagnsord der kun tager et objekt kaldes monotransitive udsagnsord.
Udsagnsord der ikke tager et objekt kaldes intransitive udsagnsord.